# Olympische Sommerspiele 2000/Triathlon
Bei den Olympischen Sommerspielen 2000 in der australischen Metropole Sydney wurden zwei Wettbewerbe im Triathlon ausgetragen. 
Das Zentrum der Wettkämpfe mit Start, Ziel und Wechselzone befand sich vor dem Sydney Opera House. Geschwommen wurde im Port Jackson. Der Rundkurs für das Radfahren und Laufen führte durch das Sydney Central Business District und die Royal Botanic Gardens.

## Bilanz

### Medaillenspiegel
| Platz  | Land        | Gold | Silber | Bronze | Gesamt |
| ------ | ----------- | ---- | ------ | ------ | ------ |
| 1      | Schweiz     | 1    | –      | 1      | 2      |
| 2      | Kanada      | 1    | –      | –      | 1      |
| 3      | Australien  | –    | 1      | –      | 1      |
| 3      | Deutschland | –    | 1      | –      | 1      |
| 5      | Tschechien  | –    | –      | 1      | 1      |
| Gesamt | Gesamt      | 2    | 2      | 2      | 6      |

### Medaillengewinner
| Disziplin | Gold                   | Silber                 | Bronze               |
| --------- | ---------------------- | ---------------------- | -------------------- |
| Männer    | Simon Whitfield (CAN)  | Stephan Vuckovic (GER) | Jan Řehula (CZE)     |
| Frauen    | Brigitte McMahon (SUI) | Michellie Jones (AUS)  | Magali Messmer (SUI) |

## Ergebnisse

### Männer
| Platz | Land | Athlet           | Zeit (h)   |
| ----- | ---- | ---------------- | ---------- |
| 1     | CAN  | Simon Whitfield  | 1:48:24,02 |
| 2     | GER  | Stephan Vuckovic | 1:48:37,58 |
| 3     | CZE  | Jan Řehula       | 1:48:46,64 |
| 4     | KAZ  | Dmitri Gaag      | 1:49:03,57 |
| 5     | ESP  | Iván Raña        | 1:49:10,88 |
| 6     | AUS  | Miles Stewart    | 1:49:14,52 |
| 7     | FRA  | Olivier Marceau  | 1:49:18,03 |
| 8     | SUI  | Reto Hug         | 1:49:21,30 |
| 9     | GBR  | Simon Lessing    | 1:49:24,32 |

Datum: 17. September 2000

### Frauen
| Platz | Land | Athletin                   | Zeit (h)   |
| ----- | ---- | -------------------------- | ---------- |
| 1     | SUI  | Brigitte McMahon           | 2:00:40,52 |
| 2     | AUS  | Michellie Jones            | 2:00:42,55 |
| 3     | SUI  | Magali Messmer             | 2:01:08,83 |
| 4     | USA  | Joanna Zeiger              | 2:01:25,74 |
| 5     | AUS  | Loretta Harrop             | 2:01:42,82 |
| 6     | USA  | Sheila Taormina            | 2:02:45,91 |
| 7     | FRA  | Isabelle Mouthon-Michellys | 2:02:53,41 |
| 8     | FRA  | Christine Hocq             | 2:03:01,90 |
| 9     | AUS  | Nicole Hackett             | 2:03:10,81 |

Datum: 16. September 2000